# Wojciech Kosuń
Wojciech Kosuń, ps. 303 lub A.J.K.S. (A Jezusowi Kazali Spać) (ur. 5 lutego 1981) – polski raper, muzyk industrial, hardcore i black metalowy, a także aktywista polityczny.

## Życiorys
Pochodzi z Sosnowca, gdzie był związany ze sceną hardcore, m.in. jako członek zespołu Bad Side Of Social Existence. W latach 2003–2009 prowadził również solowy industrialny projekt Energy Level Low. Najbardziej znany jest jednak pod przybranym w 2008 pseudonimem A.J.K.S. (skrót od A Jezusowi Kazali Spać), pod którym tworzy muzykę z gatunku horrorcore oraz polityczny hip-hop. W 2010 nakładem Spook Records został wydany pierwszy album zatytułowany 168/159.
W 2014 raper wzbudził zainteresowanie niektórych mediów, kiedy na wrzuconym na platformę YouTube wideo groził śmiercią Donaldowi Tuskowi, Katarzynie Tusk oraz Bronisławowi Komorowskiemu.

## Dyskografia

### A.J.K.S.
- Jestem Diabłem (2008)
- ...A Mówili, że nie dożyję zimy... (2009)
- +0048666 (2009)
- 168/159 (2010)
- Dixisse me aliquando Placuid (2010)
- ...I Ziemia Zaczęła Zwracać Umarłych (2011)
- 43 minuty 39 sekund (2011)
- Przywilej Subiektywnej Oceny (2011)
- Żółć (2012)
- Epilog (2013)
- 2 Dni (2013)
- Jutro Mnie Nie Będzie (2014)
- Nienawistnik (2016)
- Respawn (2018)
- International Help Sign (2022)
- Śluz (2023)
- Problem Maker (2024)

### Energy Level Low[3]
- I Realised I’m Nobody (2003)
- One Day I Will Forget How The World Looks Like (2004)
- HateFlux (2006)
- 470 Down To The Faliure (2007)
- 634 (2008)
- Cold Turkey (2009)
- Han.naH (2009)
- Dust Mind (?)
- Śmierć Gwiazdom (?)
- The Poetry Of Broken Glass, The Art Of Broken Bones (?)
- We Cant Bring Em Back If We Dont Kill Em All First (?)

### Thaw
- Decay (2010)[7]
- Earth Ground (2014)[8]